# Hệ đếm tiếng Việt
Trong lịch sử Việt Nam tồn tại hai bộ số: một sử dụng từ vựng thuần Việt; và một sử dụng từ vựng Hán-Việt. Trong ngôn ngữ hiện đại, từ thuần Việt được sử dụng trong cả mục đích toán học lẫn mục đích dân sinh. Từ Hán Việt thường chỉ được sử dụng trong những văn cảnh nhất định; từ Hán Việt cũng được sử dụng để đếm các số từ hàng triệu trở lên, khi mà từ vựng thuần Việt không có sẵn

## Khái niệm
Trong vùng văn hóa Đông Á, Nhật Bản và Hàn Quốc và Triều Tiên cũng đều sử dụng hai hệ thống số đếm, một ngôn ngữ bản địa và một ngôn ngữ Trung Quốc; trong đó hệ đếm dựa trên ký tự Trung Quốc được sử dụng phổ biến. Ngược lại, tại Việt Nam, hệ đếm dựa trên ký tự Trung Quốc không phải là hệ đếm được sử dụng hàng ngày. Các số đếm từ 1 đến 1000 có thể được thể hiện bằng tiếng Việt, và chỉ một vài con số (như 1.000.000) là được thể hiện dựa trên từ Hán Việt.
Trong hệ thống chữ viết Việt Nam hiện đại, số được viết bằng chữ quốc ngữ hoặc bằng chữ số Ả-rập. Trước thế kỷ 20, Việt Nam sử dụng chữ Hán phồn thể làm chữ viết chính thức, sử dụng chữ Hán để viết các từ Hán Việt. Với mục đích không chính thức, người Việt cũng có một hệ thống chữ viết gọi là chữ Nôm. Theo hệ thống này, những chữ số Hán Việt được viết bằng chữ Hán, trong khi những chữ số thuần Việt được viết bằng chữ Nôm.

## Số cơ bản
Những điều cơ bản của hệ thống chữ số ở Việt Nam:
- Do ảnh hưởng của giai đoạn Pháp thuộc, dẫn đến việc chữ Hán với chữ Nôm không còn được sử dụng phổ biến ở Việt Nam, nên người Việt hiện đại thường tách giá trị các số theo hàng ngàn (3 số) theo kiểu của tiếng Pháp chứ không còn theo hàng vạn (4 số) theo kiểu của vùng văn hoá Đông Á. Ví dụ, "123123123" được viết trong tiếng Việt là "một trăm hai mươi ba triệu một trăm hai mươi ba ngàn một trăm hai mươi ba" hay "123 triệu, 123 ngàn, 123", trong khi tại Trung Quốc, Triều Tiên, Hàn Quốc, Nhật Bản, với cùng một số thì được viết là "1億2312萬3123" (1 ức, 2312 vạn, 3123).
- Chữ số Hán Việt không được sử dụng thường xuyên ở Việt Nam hiện đại. Các chữ số Hán Việt như "vạn／萬" 'mười ngàn', "ức／億" 'trăm ngàn' và "triệu／兆" được sử dụng cho các con số lớn hơn một ngàn, nhưng ngoại trừ "triệu", những chữ số khác ít khi được sử dụng. Giá trị của các số được định nghĩa theo kiểu Trung Quốc cổ đại, tăng gấp 10 lần giá trị số, 億 là số 105, 兆 cho 106,... Vì vậy, giá trị của "triệu" khác với "兆" của Trung Quốc hiện đại.
- Ngoài các văn cảnh nhất định, các chữ số Hán Việt cũng được sử dụng kết hợp với chữ số thuần Việt. Ví dụ, "mười triệu" kết hợp chữ thuần Việt "mười" và chữ Hán Việt "triệu".

Bảng dưới đây là tổng quan về hệ chữ số Việt Nam; đối với mỗi số, cách sử dụng phổ biến hơn được đánh dấu màu xanh; trường hợp có sự khác biệt phương ngữ miền Bắc và miền Nam được phân biệt trong cột ghi chú.
| Số            | Thuần Việt                                | Thuần Việt                                | Hán Việt                       | Hán Việt         | Ghi chú |
| Số            | Chữ Quốc ngữ                              | Chữ Nôm                                   | Chữ Quốc ngữ                   | chữ Hán          | Ghi chú |
| ------------- | ----------------------------------------- | ----------------------------------------- | ------------------------------ | ---------------- | --- |
| 0             | không                                     | (không có, mượn 空 bên chữ Hán)           | lẻ, linh,không                 | 〇（零） 空      | 〇 là "ăn theo" số 0 của chữ số Ả rập, trước kia nó không tồn tại trong bộ chữ Hán. 零 (linh) nghĩa gốc là "lẻ", 空 (không) nghĩa gốc là "trống rỗng".                                                                                       |
| 1             | một                                       | 𠬠                                        | nhất                           | 一（壹）         | Trong hệ thống số thứ tự, thứ 1 thường đọc là "thứ nhất" thay vì "thứ một". Với các số lớn từ 2 chữ số trở lên (trừ 11), âm "một" thường được đọc chệch thành "mốt" vì thuận miệng hơn.                                                      |
| 2             | hai                                       | 𠄩                                        | nhị                            | 二（貳）         | Trong hệ thống số thứ tự, "thứ hai" đôi khi đọc thành "thứ nhì". Âm "nhì" là đọc chệch từ "nhị" (二) vì thuận miệng hơn. |
| 3             | ba                                        | 𠀧                                        | tam                            | 三（叄）         | |
| 4             | bốn                                       | 𦊚                                        | tứ                             | 四（肆）         | Trong hệ thống số thứ tự và các số lớn từ 2 chữ số trở lên (trừ 14), số 4 ở hàng đơn vị có thể được đọc chệch từ "tứ" (四) thành "tư" vì thuận miệng hơn, tuỳ thói quen sử dụng. Tuy nhiên, "tư" thường dùng chỉ thứ tự, ít dùng chỉ số đếm. |
| 5             | năm                                       | 𠄼                                        | ngũ                            | 五（伍）         | Trong phương ngữ miền Nam, số 5 có thể được phát âm là "lăm" (𠄻) khi đứng hàng đơn vị của một số có 2 chữ số trở lên, để tránh đồng âm với "năm" (𢆥) của "năm tháng ngày".                                                                 |
| 6             | sáu                                       | 𦒹                                        | lục                            | 六（陸）         | |
| 7             | bảy                                       | 𦉱                                        | thất                           | 七（柒）         | Ở một số địa phương, nó cũng có thể được đọc là "bẩy". |
| 8             | tám                                       | 𠔭                                        | bát                            | 八（捌）         | |
| 9             | chín                                      | 𠃩                                        | cửu                            | 九（玖）         | |
| 10            | mười                                      | 𨒒                                        | thập                           | 十（拾）         | Các bội số x2 đến x9 của 10 thường được đọc chệch "mười" thành "mươi". |
| 100           | trăm, một trăm                            | 𤾓, 𠬠𤾓                                  | bách                           | 百（佰）         | Từ Hán Việt "bách／百" thường được sử dụng trong các ngữ cảnh nhất định, ít khi được sử dụng trong sinh hoạt. Ví dụ: "Bách phát bách trúng ／百發百中".                                                                                      |
| 1.000         | nghìn (ngàn), một nghìn (ngàn)            | 𠦳, 𠬠𠦳                                  | thiên                          | 千（仟）         | Từ Hán Việt "thiên／千" thường được sử dụng trong các ngữ cảnh nhất định, ít khi được sử dụng trong sinh hoạt, tuy nhiên vẫn được dùng trong một số lĩnh vực, ngành nghề, như đếm gạch trong xây dựng. Ví dụ: "thiên kim／千金"              |
| 10.000        | mười nghìn (ngàn)                         | 𨒒𠦳                                      | vạn, một vạn                   | 萬, 𠬠萬         | Từ "một／𠬠" trong "một vạn／𠬠萬" là từ thuần Việt. |
| 100.000       | trăm nghìn (ngàn), một trăm nghìn (ngàn)  | 𤾓𠦳, 𠬠𤾓𠦳                              | mười vạn                       | 億, 𠬠億, 𨒒萬   | Từ "mười／𨒒" và "một／𠬠" trong "mười vạn／𨒒萬" và "một ức／𠬠億" là từ thuần Việt. |
| 1.000.000     | (không có)                                | (không có)                                | triệu, một triệu, một trăm vạn | 兆, 𠬠兆, 𠬠𤾓萬 | Từ "một／𠬠" và "trăm／𤾓" trong "một triệu／𠬠兆" và "một trăm vạn／𠬠𤾓萬" là từ thuần Việt. |
| 10.000.000    | (sử dụng pha trộn Hán Việt và thuần Việt) | (sử dụng pha trộn Hán Việt và thuần Việt) | mười triệu                     | 𨒒兆             | Từ "mười／𨒒" trong "mười triệu／𨒒兆" là từ thuần Việt. |
| 100.000.000   | (sử dụng pha trộn Hán Việt và thuần Việt) | (sử dụng pha trộn Hán Việt và thuần Việt) | trăm triệu, một ức             | 𤾓兆             | Từ "trăm／𤾓" trong "trăm triệu／𤾓兆" là từ thuần Việt. |
| 1.000.000.000 | (không có)                                | (không có)                                | tỷ                             | 秭               | |

## Một vài số khác
| Số    | Quốc ngữ                                                                 | Hán-Nôm                    | Ghi chú |
| ----- | ------------------------------------------------------------------------ | -------------------------- | --- |
| 11    | mười một                                                                 | 𨒒𠬠                       | |
| 12    | mười hai, một tá                                                         | 𨒒𠄩, 𠬠打                 | "một tá／𠬠打" thường được sử dụng trong các lĩnh vực liên quan đến toán học, mà "tá" là từ đại diện cho một từ vay mượn tiếng nước ngoài (tiếng Pháp và các ngôn ngữ la-tinh) "douzaine". |
| 14    | mười bốn                                                                 | 𨒒𦊚, 𨒒四                 | "mười tư／𨒒四" có khi được dùng trong các lĩnh vực liên quan đến toán học, "tư／四" là từ vựng Hán Việt                                                                                   |
| 15    | mười lăm                                                                 | 𨒒𠄻                       | Ở đây, năm có thể được đọc là "lăm" hay theo phương ngữ miền Nam. |
| 19    | mười chín                                                                | 𨒒𠃩                       | |
| 20    | hai mươi, hai chục                                                       | 𠄩𨒒, 𠄩𨔿                 | |
| 21    | hai mươi mốt                                                             | 𠄩𨒒𠬠                     | Khi đứng ở hàng đơn vị của các số từ 21 đến 91, 1 được đọc là "mốt" |
| 24    | hai tư, hai bốn, hai mươi tư                                             | 𠄩𨒒四                     | Khi đứng ở hàng đơn vị của các số từ 21 đến 91, 4 có thể được đọc là "tư" |
| 25    | hai lăm, hai mươi lăm                                                    | 𠄩𨒒𠄻                     | Ở đây, 5 được đọc là "lăm" |
| 50    | năm mươi, năm chục                                                       | 𠄼𨒒, 𠄼𨔿                 | |
| 101   | một trăm linh một, một trăm lẻ một                                       | 𠬠𤾓零𠬠, 𠬠𤾓𥘶𠬠         | |
| 1001  | một nghìn (ngàn) không trăm linh một, một nghìn (ngàn) không trăm lẻ một | 𠬠𠦳空𤾓零𠬠, 𠬠𠦳空𤾓𥘶𠬠 | |
| 10055 | mười nghìn (ngàn) không trăm năm mươi lăm                                | 𨒒𠦳空𤾓𠄼𨒒𠄻             | |

- Khi số 1 xuất hiện ở hàng đơn vị mà hàng chục không phải là 0, 1 thì được đọc là "mốt".
- Để chỉ số thứ tự, khi số 4 xuất hiện ở hàng đơn vị mà hàng chục không phải là 0, 1 thì sử dụng từ Hán Việt "tư／四". "Tư" thường được dùng chỉ số thứ tự hơn là số đếm.
- Khi số 5 xuất hiện ở hàng đơn vị mà hàng chục không phải là 0, thì được đọc là "lăm"
- Khi "mười" xuất hiện từ 20 về sau, phát âm là "mươi".

## Thứ tự
Số thứ tự trong tiếng Việt bắt đầu với tiền tố "thứ" (次). Với số thứ tự một và bốn, thường chữ số Hán Việt thường được sử dụng hơn, được đọc là thứ nhất và thứ tư; số thứ tự hai thì đôi khi được sử dụng bằng từ Hán Việt "thứ nhì". Trong những trường hợp khác, số thuần Việt được sử dụng.
| Số thứ tự | Quốc ngữ         | Hán-Nôm    |
| --------- | ---------------- | ---------- |
| 1         | thứ nhất         | 次一       |
| 2         | thứ hai, thứ nhì | 次𠄩, 次二 |
| 3         | thứ ba           | 次𠀧       |
| 4         | thứ tư           | 次四       |
| 5         | thứ năm          | 次𠄼       |
| n         | thứ n            | 次n        |